# Sztandar prezydenta Republiki Białorusi

Sztandar prezydenta Republiki Białorusi

Sztandar Prezydenta Republiki Białorusi (ros. Штандарт (флаг) Президента Республики Беларусь) jest głównym symbolem władzy prezydenckiej w Republice Białorusi. Flaga prezydenta została prawnie zatwierdzona 27 marca 1997 roku ukazem "O sztandarze (fladze) prezydenta Republiki Białorusi".

## Używanie sztandaru

Zwieńczenie drzewca

Oryginał sztandaru znajduje się w gabinecie służbowym prezydenta w Mińsku. Duplikaty są wywieszane na budynkach innych rezydencji prezydenta podczas jego w nich pobytu. Duplikaty są również umieszczane na środkach transportu prezydenta.

## Opis sztandaru
Sztandar prezydenta Republiki Białorusi jest prostokątnym płatem tkaniny, składającym się z trzech pasów w kolorze białoruskiej flagi państwowej: czerwonego, zielonego i białego. Czerwony pas, o szerokości 2/3 szerokości sztandaru, umieszczony jest poziomo na górze; zielony, poziomo na dole, ma szerokość 1/3 szerokości sztandaru; biały pas umieszczony jest pionowo przy drzewcu i ma szerokość 2/9 szerokości sztandaru. Na białym pasie znajduje się ornament, który powtarza wzór z państwowej flagi Białorusi. Stosunek szerokości sztandaru do jego długości wynosi 1:1,2. W centrum sztandaru umieszczony jest złoty wizerunek państwowego godła Białorusi. Płat tkaniny sztandaru obramowany jest złotymi frędzlami.
Na drzewcu umocowana jest srebrna klamra z wygrawerowanym nazwiskiem, imieniem i imieniem ojca prezydenta. Drzewce sztandaru zwieńczone jest metaliczną głowicą w kształcie rombu z wizerunkiem pięciopromiennej gwiazdy. Analogiczną gwiazdę umieszcza się na flagsztoku państwowej flagi Republiki Białorusi.